# 联合学区
联合学区(英文: Unified School District)（亚利桑那州、加利福尼亚州、堪萨斯州和俄勒冈州）或单位学区（伊利诺伊州）是运营当地小学至高中的教育机构。
在一些州，小学学区和中学学区通常是分开的。洛杉矶联合学区就是加利福尼亚州联合学区的一个典型例子。在加利福尼亚州和伊利诺伊州，联合学区或单位学区与综合学区或联盟学区不同，后者通常由多个同类学区合并而成。
在堪萨斯州，联合学区是在1962年通过旨在减少农村学区数量的立法后发展起来的。法律通过后，堪萨斯州的学区数量急剧下降。1947年，堪萨斯州共有3000多个学区。在统一法颁布和联合学区成立后，学区数量降至400个以下。
在亚利桑那州，统一学区选举 5 名学校董事会成员。 普通学区选举产生由 3 名成员组成的董事会。